# Chris Pitt
Christopher "Chris" Pitt (nascido em 12 de maio de 1965) é um atleta paralímpico australiano que compete na modalidade tiro esportivo. Pitt representou seu país, Austrália, nos Jogos Paralímpicos de Verão de 2016 no Rio de Janeiro. Competiu no mundial da Oceania da mesma modalidade, em 2013 (Sydney), e garantiu duas medalhas de ouro.